# Philip Moscoso
Philip Moscoso (San Galo, Suiza, 14 de agosto de 1972) es miembro del consejo de dirección del IESE Business School en calidad de vocal de programas de Executive Education. Asimismo, es el titular de la Cátedra Eurest de Excelencia en los Servicios del IESE Business School, Profesor Ordinario del Departamento de Operaciones y Tecnología, y profesor Visitante de la escuela de negocios china CEIBS. Compagina su labor académica como ponente y asesor de empresas internacionales.

## Reseña biográfica
Philip Moscoso obtuvo su doctorado en ingeniería industrial y management por la Escuela Politécnica Federal de Zúrich, y ha cursado programas de dirección de empresas en la Escuelas de Negocios de Harvard y en el IESE. Antes de incorporarse al claustro del IESE ha trabajado para las consultoras internacionales Bain y KPMG.

## Contribución a la investigación
Su investigación se centra en analizar cómo las empresas pueden generar ventaja competitiva a través de la excelencia e innovación en la dirección de operaciones. Su gran expertise en esta área de interés se refleja en más de 40 artículos en revistas internacionales, congresos y publicaciones de negocio. También es autor de más de treinta casos de estudio y notas didácticas, siendo dos veces galardonado por la European Foundation for Management Development (EFMD), y del libro Gestión de Operaciones para Directivos, utilizado en los programas MBA y de formación de directivos de numerosas universidades y escuelas de negocio. Sus trabajos son citados frecuentemente en los medios nacionales e internacionales, con entrevistas en la TV, en la radio o la prensa escrita.

## Libros y casos destacados
- Dirección de Operaciones para Directivos. Destapa el Pleno Potencial de Tu Empresa[20] (McGraw-Hill, 2015)
- La propuesta de HP Helion: migrar o no migrar a la nube, esa es la cuestión. Caso de estudio P-1140 del IESE, ganador del premio EFMD 2015 al mejor caso[21]
- PLD Space, Caso de estudio OIT-53 del IESE, ganador del premio EFMD 2024 al mejor caso[21]